# 康乐花园站
康樂花園站坐落於吉隆坡市郊蕉赖的蕉赖路上，鄰近蕉赖－加影大道(Cheras–Kajang Expressway)的交叉路口，為巴生谷加影线的其中一个高架捷運車站，與蕉賴中環廣場（前稱“鳳凰廣場”，Cheras Sentral Mall）相連接。雖稱為康樂花園站，但實際距離康樂花園有一小段距離，其實際位置為蕉賴六哩（英文：6th-Mile Cheras；馬來文：Batu 6 Cheras），車站主要服務康樂花園、聯成花園（Taman Len Sen）、蕉賴金地花園（Taman Cheras Hartamas）、蕉賴嶺花園（Taman Bukit Cheras）、胡姬花園（Taman Orkid Desa）一带的居民。本站屬於加影線第二階段路線，於2017年7月17日開始通行。

## 車站結構
此站設計類似加影線的其他架空車站，一共有两个樓層和地面層，兩個側式月台，三個出口。

### 車站樓層
| 二樓     |                                 |                                                                                        |
| 側式月台 |                                 |                                                                                        |
| 1號月台: | 9 加影线 9往加影 KG35 (→)       |                                                                                        |
| 2號月台: | 9 加影线 9往桂莎白沙罗 KG04 (←) |                                                                                        |
| 側式月台 |                                 |                                                                                        |
| 一樓     | 車站大廳                        | 驗票閘門、電梯和手扶梯至月台、自动售票機、售票處、車站控制台、便利商店、祈禱室、洗手間 |
| 地面層   | 地面                            | 巴士轉乘站、計程車招呼站                                                               |

### 車站出口
康樂花園站共設有3座出入口，其中兩處分別位在蕉賴路兩側，兩側出口皆設有公車候車亭及計程車招呼站，以及通往蕉賴中環廣場的聯通道。本站為距離蕉賴規模最大的夜市—康樂夜市最近的車站，但仍需轉乘接駁巴士才能抵達。
| 9 加影线 康樂花園站 |                            |                                                                                       |      |
|                     |                            |                                                                                       |      |
| 編號                | 指示                       | 建議前往地點                                                                          | 圖片 |
| A                   | 蕉賴路（Jalan Cheras）西側 | 巴士轉乘站、蕉賴中環廣場（底樓）、吉隆坡蕉賴絲麗酒店(Silka Cheras Hotel Kuala Lumpur) |      |
| B                   | 蕉賴路（Jalan Cheras）東側 | 巴士轉乘站                                                                            |      |
| C                   | 3/114A路北側               | 巴士轉乘站、Cheria Heights公寓（Cheria Heights Apartments）                           |      |
| 蕉賴中環廣場聯通道  | 蕉賴中環廣場3樓            | 蕉賴中環廣場                                                                          |      |

## 車站週邊
康樂花園站周圍為蕉賴人口密集及商業活動繁盛之區域，聚集多家購物中心及大專院校，車站周圍也設置空橋系統連接附近的商業區。
- 蕉賴中環廣場（Cheras Sentral Mall）
- 吉隆坡蕉賴絲麗酒店（Silka Cheras Hotel Kuala Lumpur）
- 康樂夜市
- 思特雅大學（UCSI）
- 馬來西亞皇家警察訓練學院吉隆坡校區（Maktab Polis Diraja Malaysia）

## 圖片集

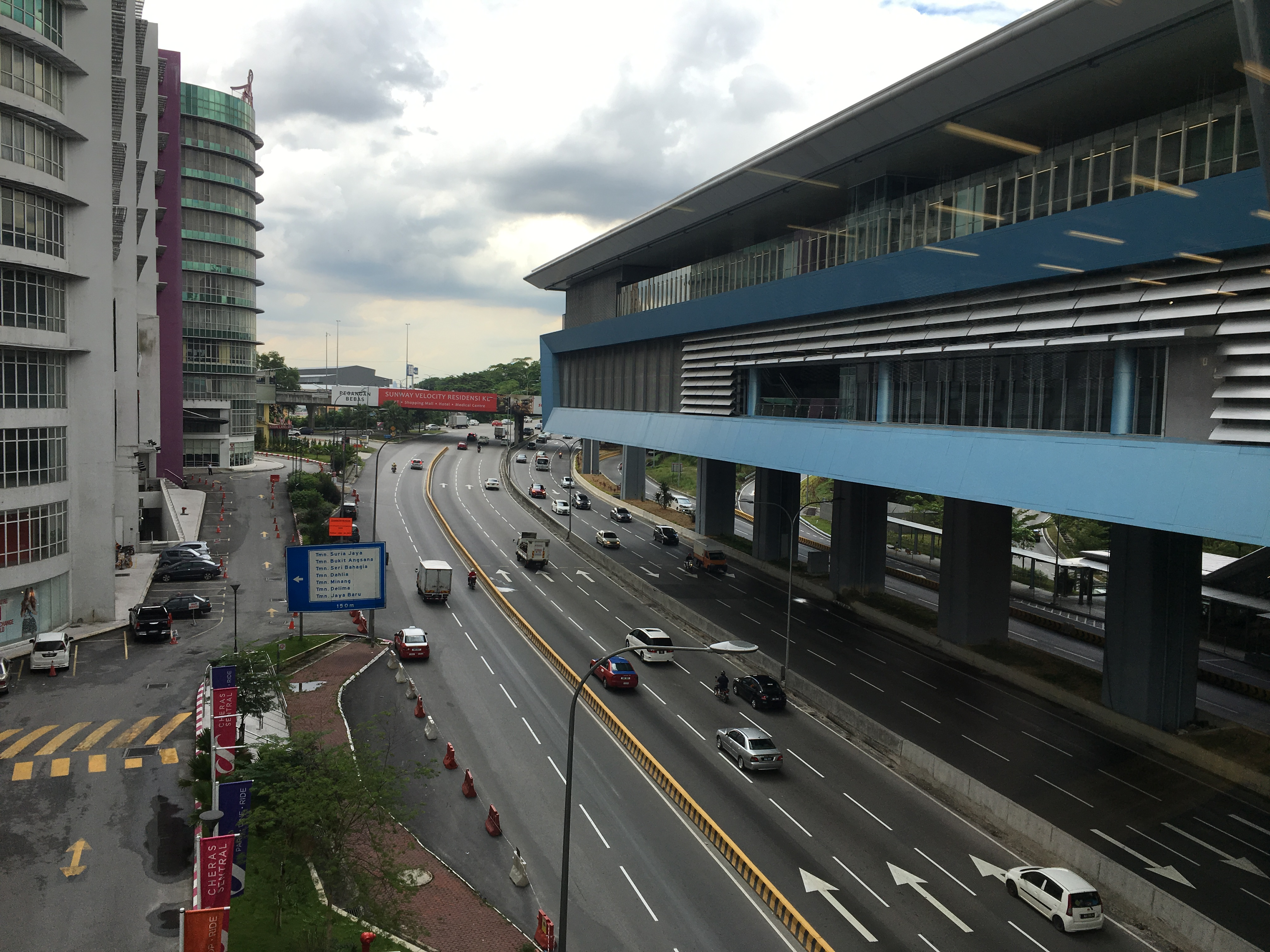
康樂花園站外觀，其站體以藍色為主軸
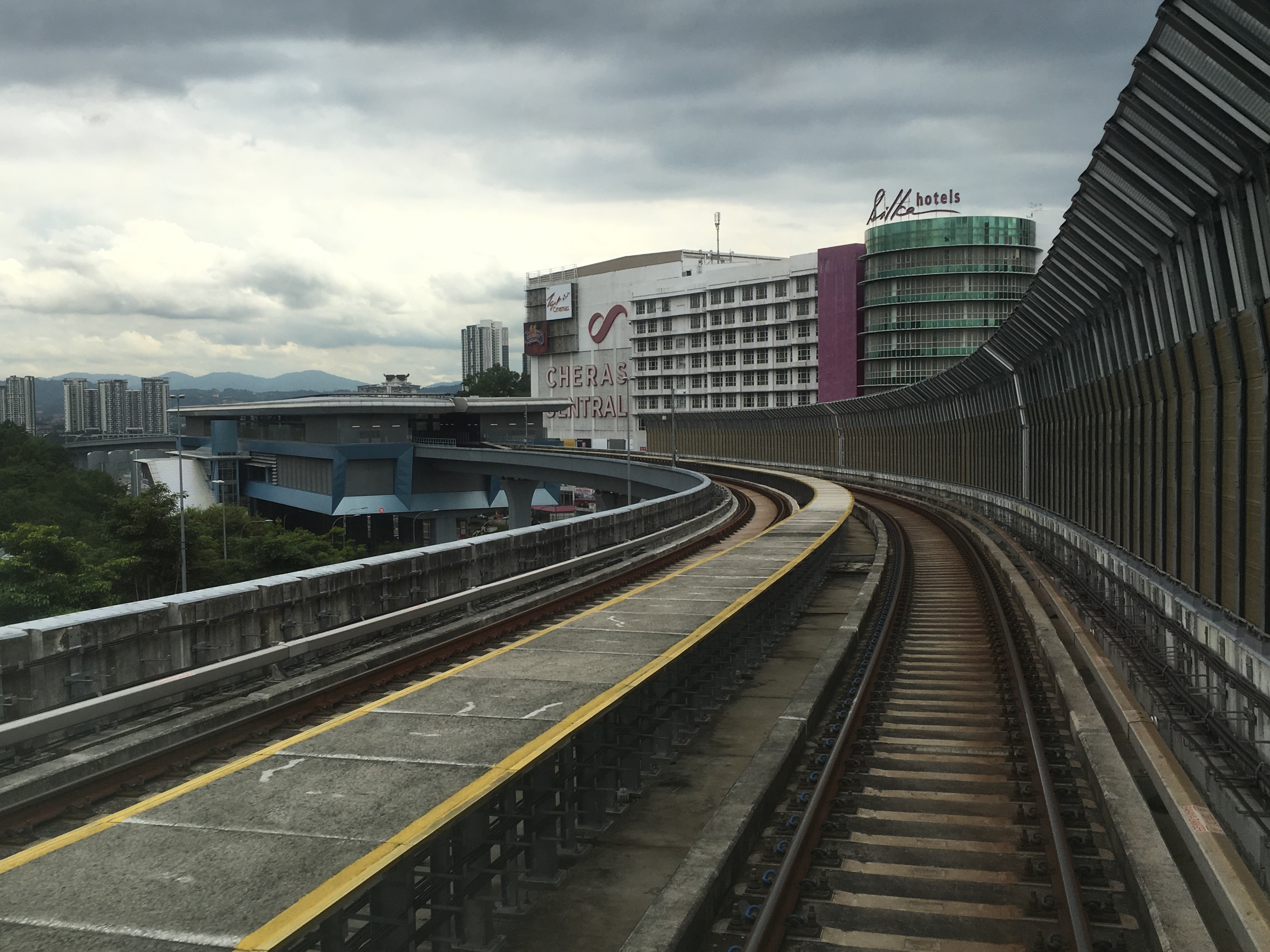
由列車軌道望向康樂花園站
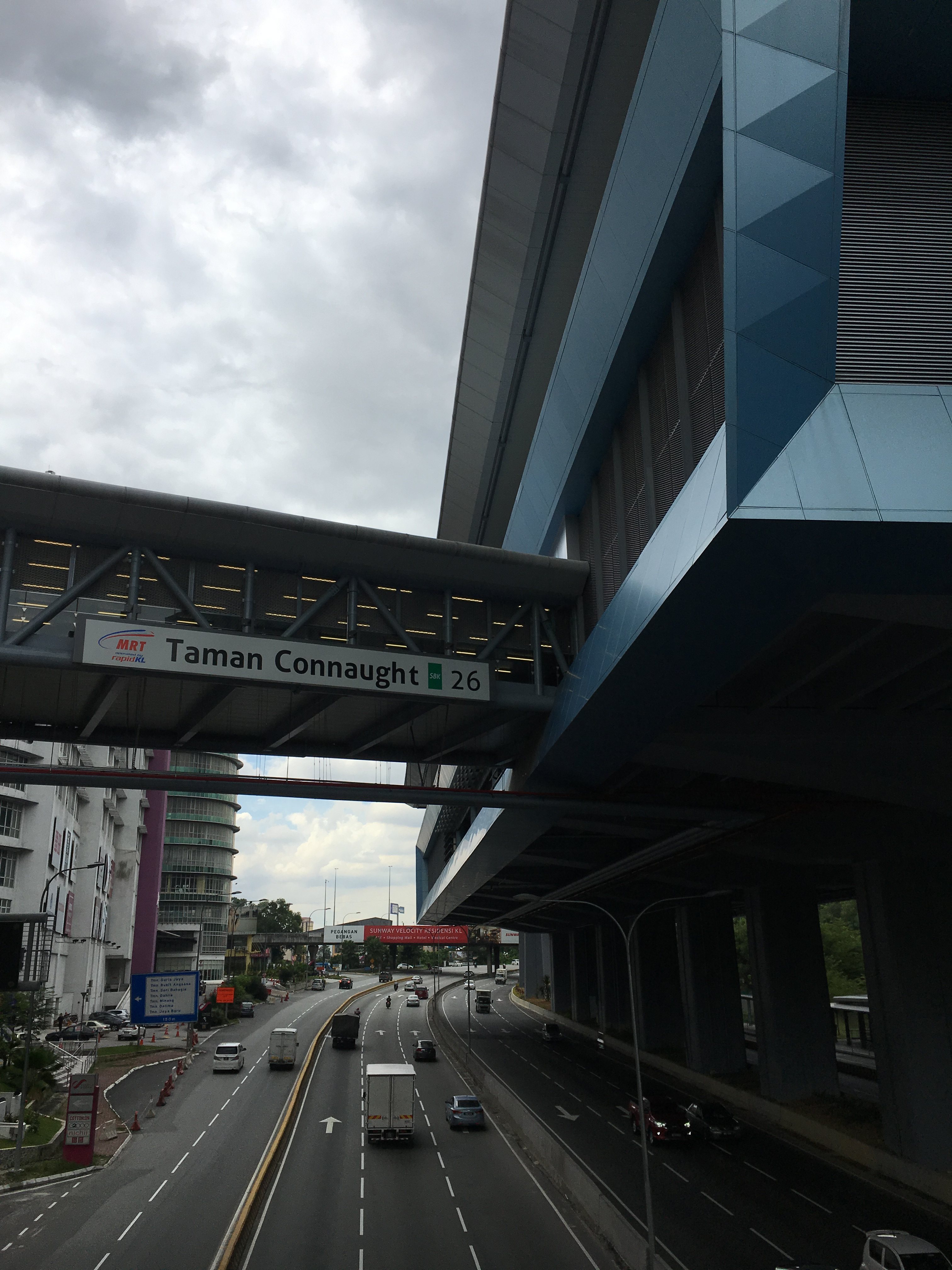
康樂花園站之牌匾
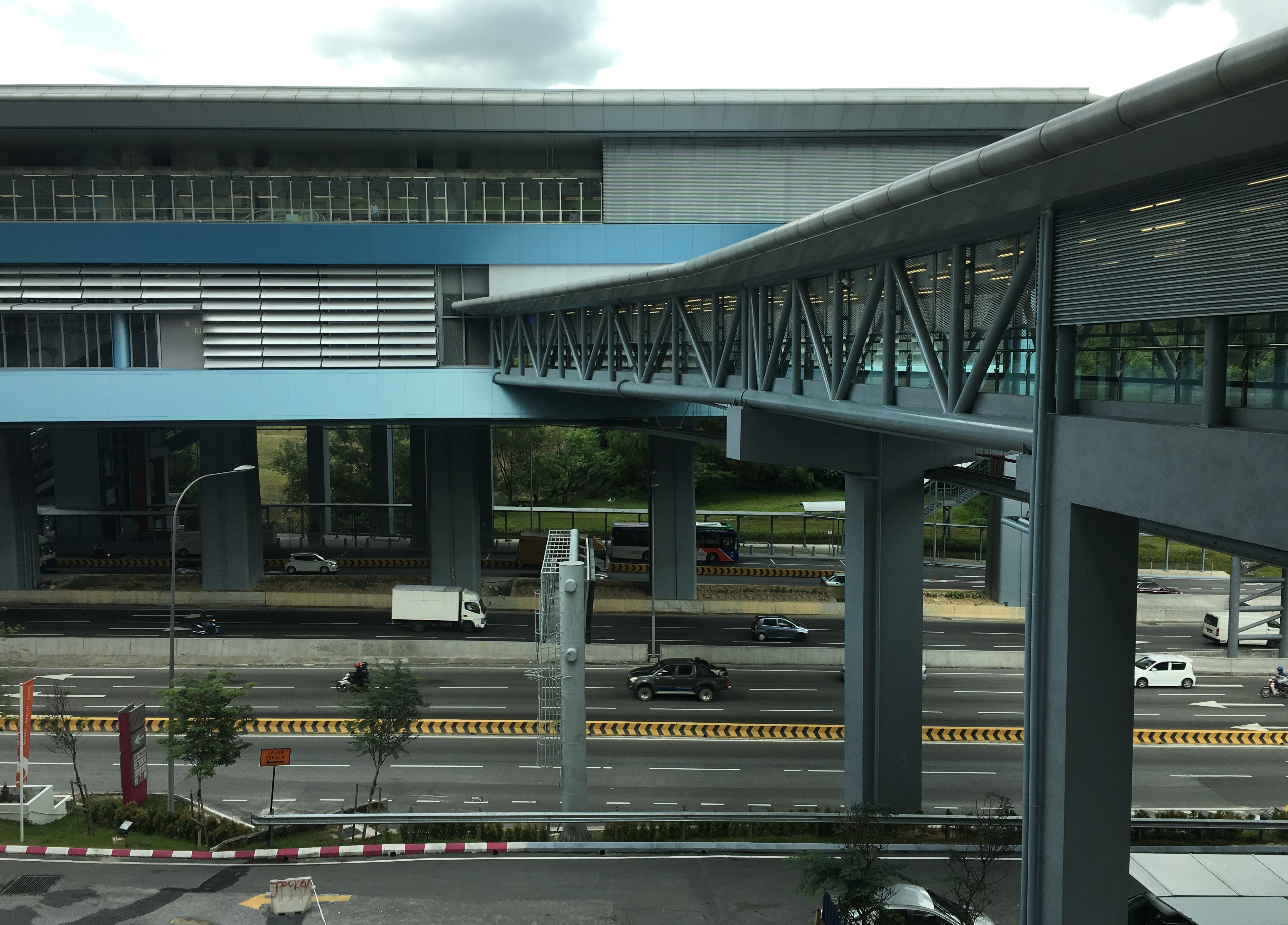
康樂花園站架設於蕉賴路之上
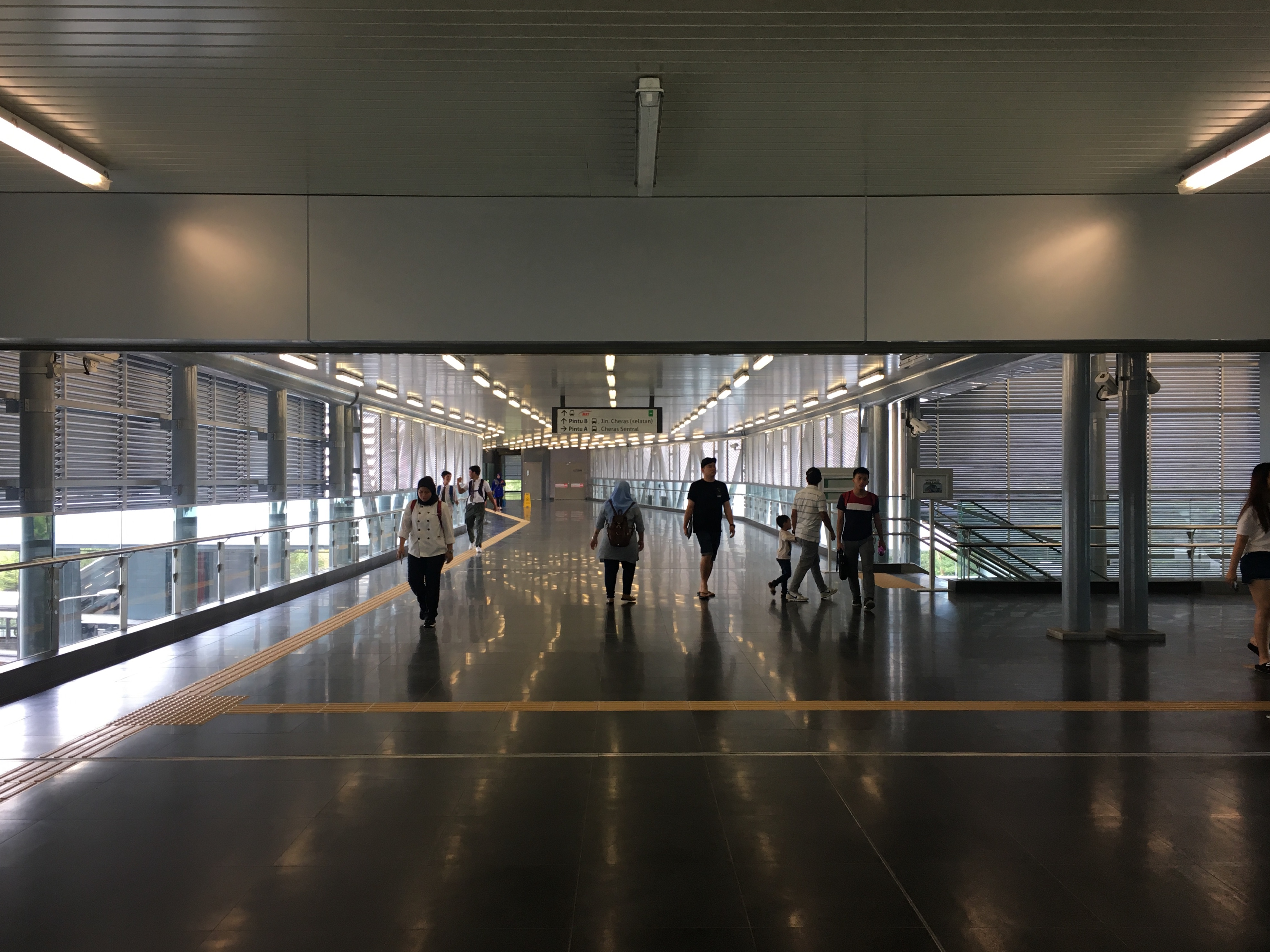
前往A出口之通道
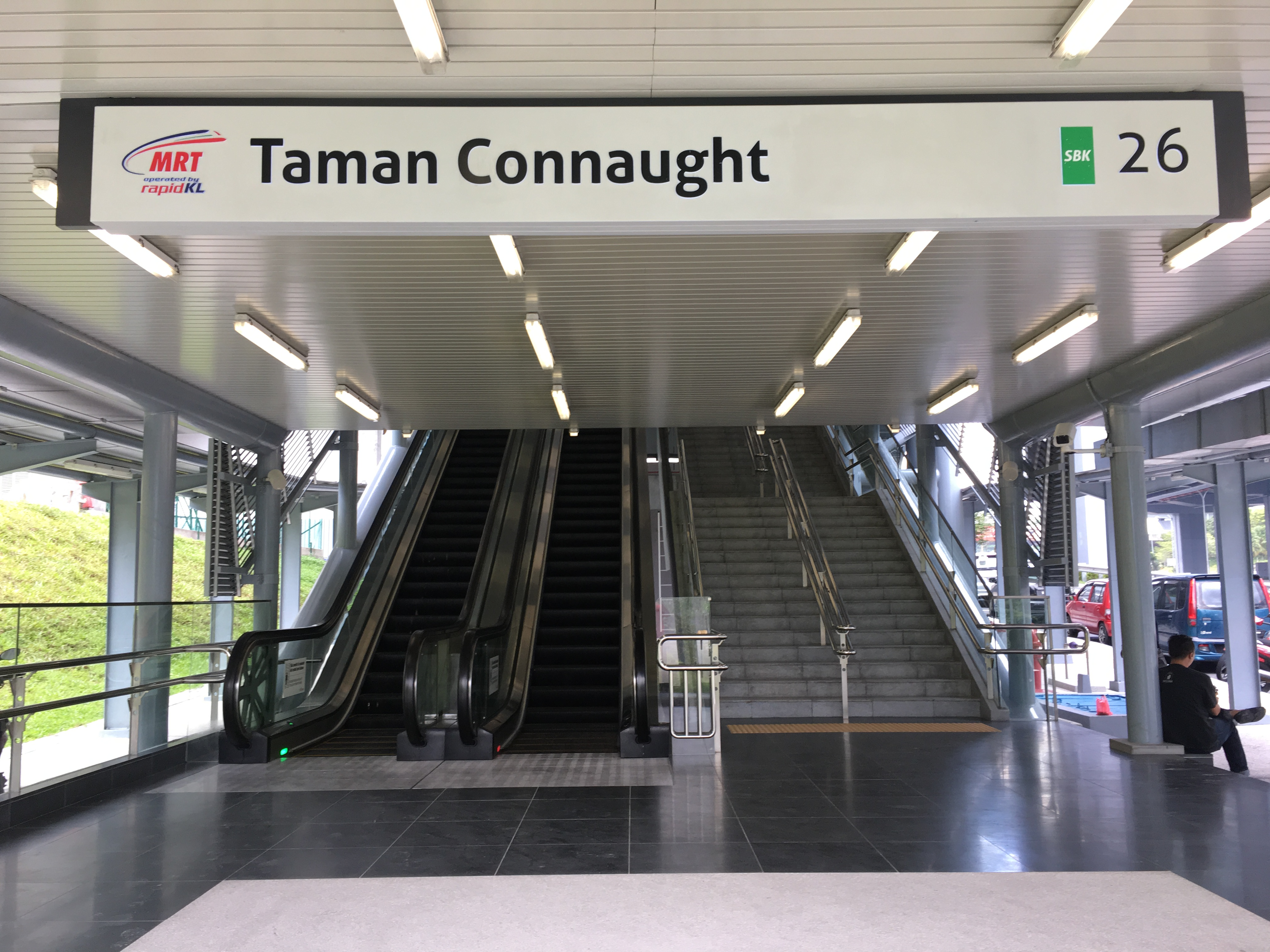
A出口外觀
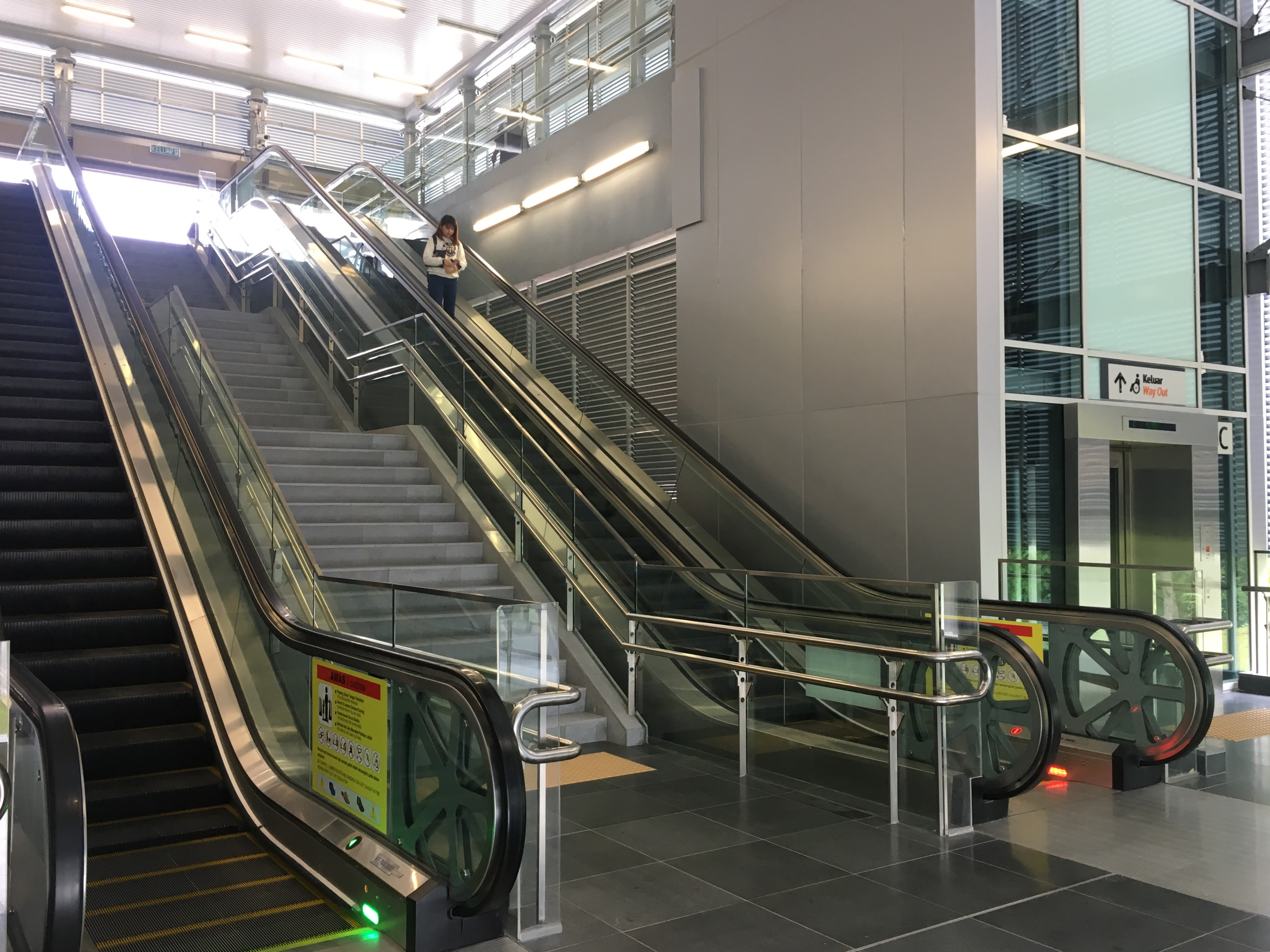
C出口外觀
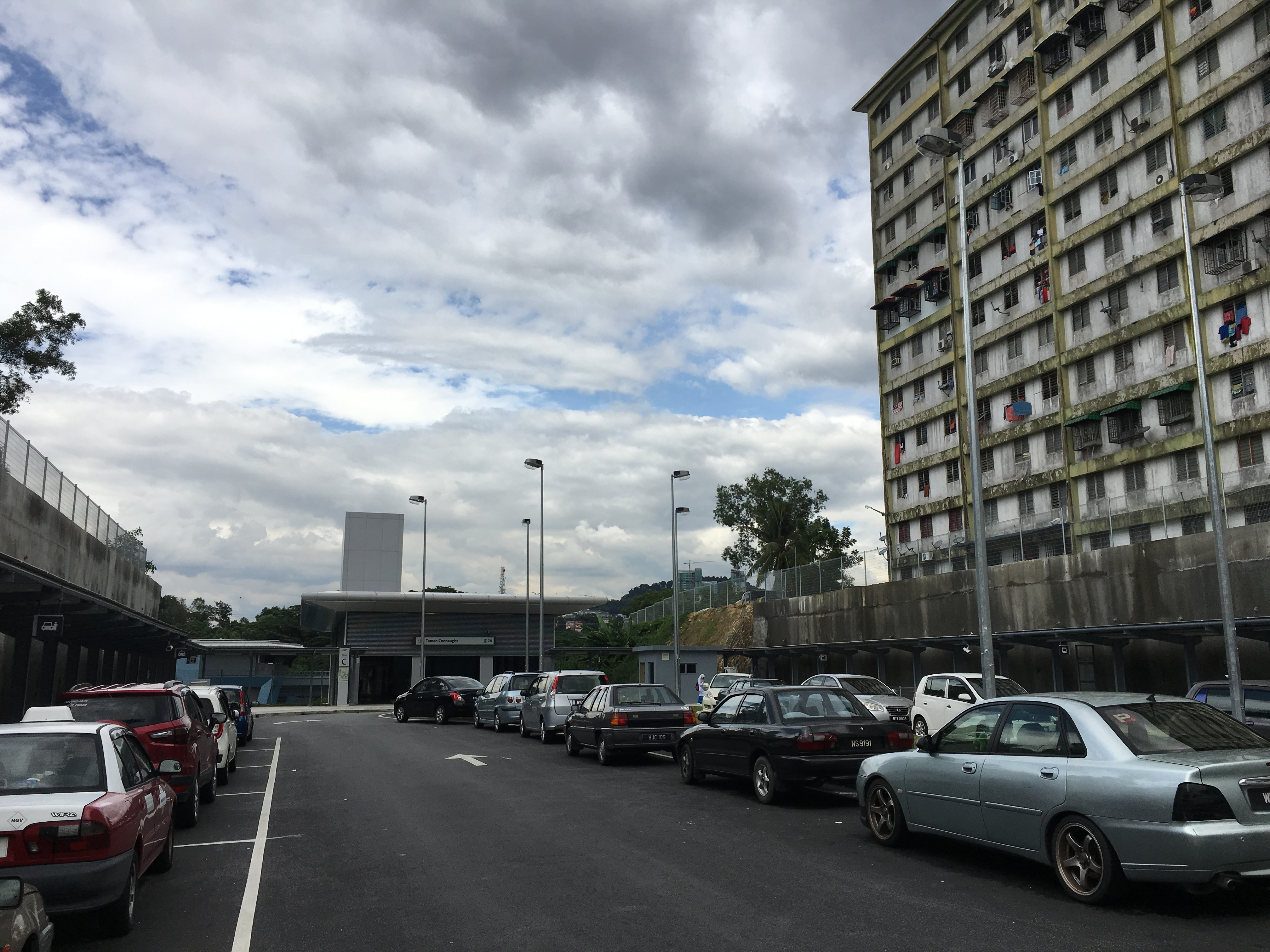
C出口外的露天停車場
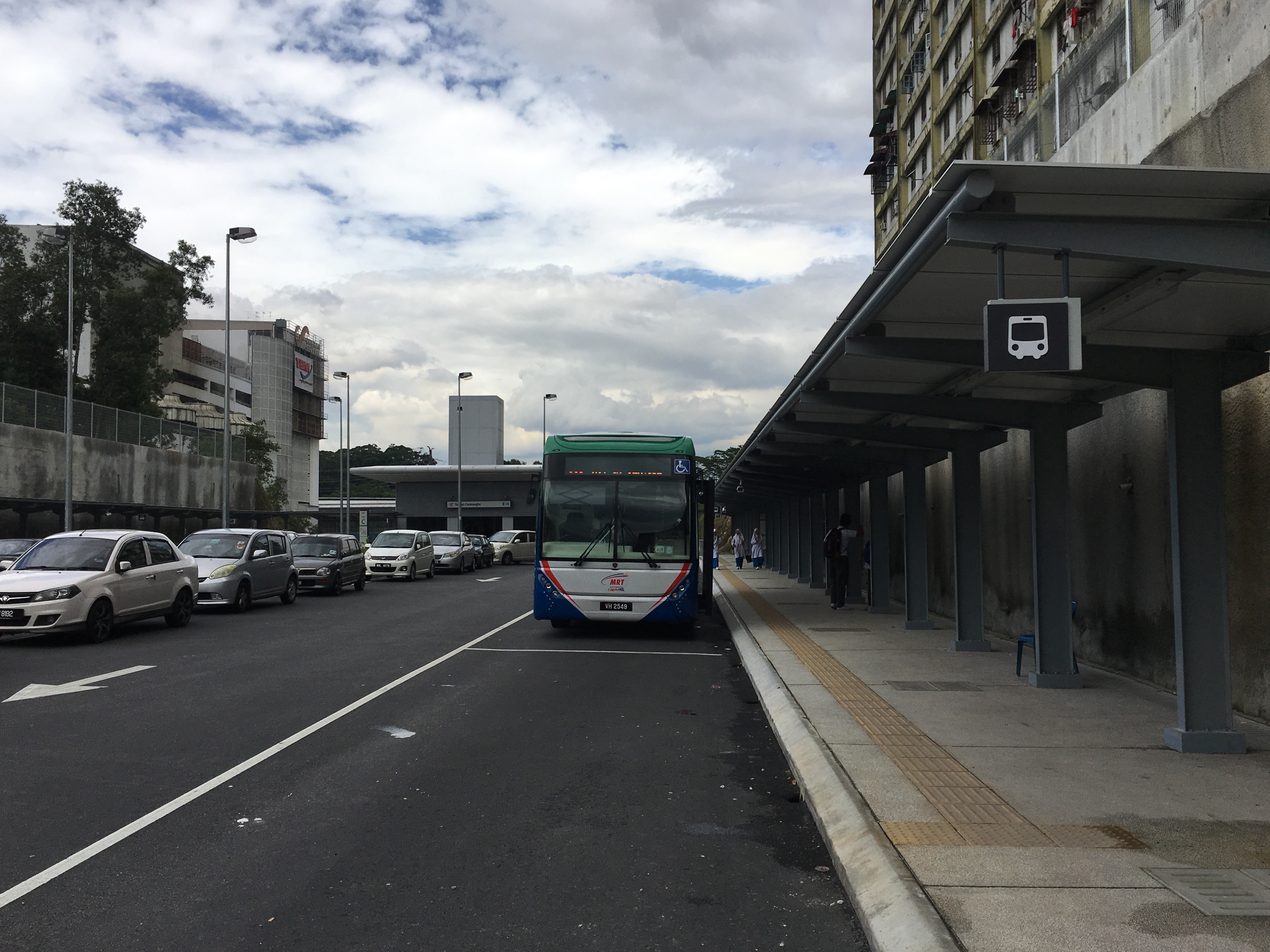
C出口外的巴士轉乘站
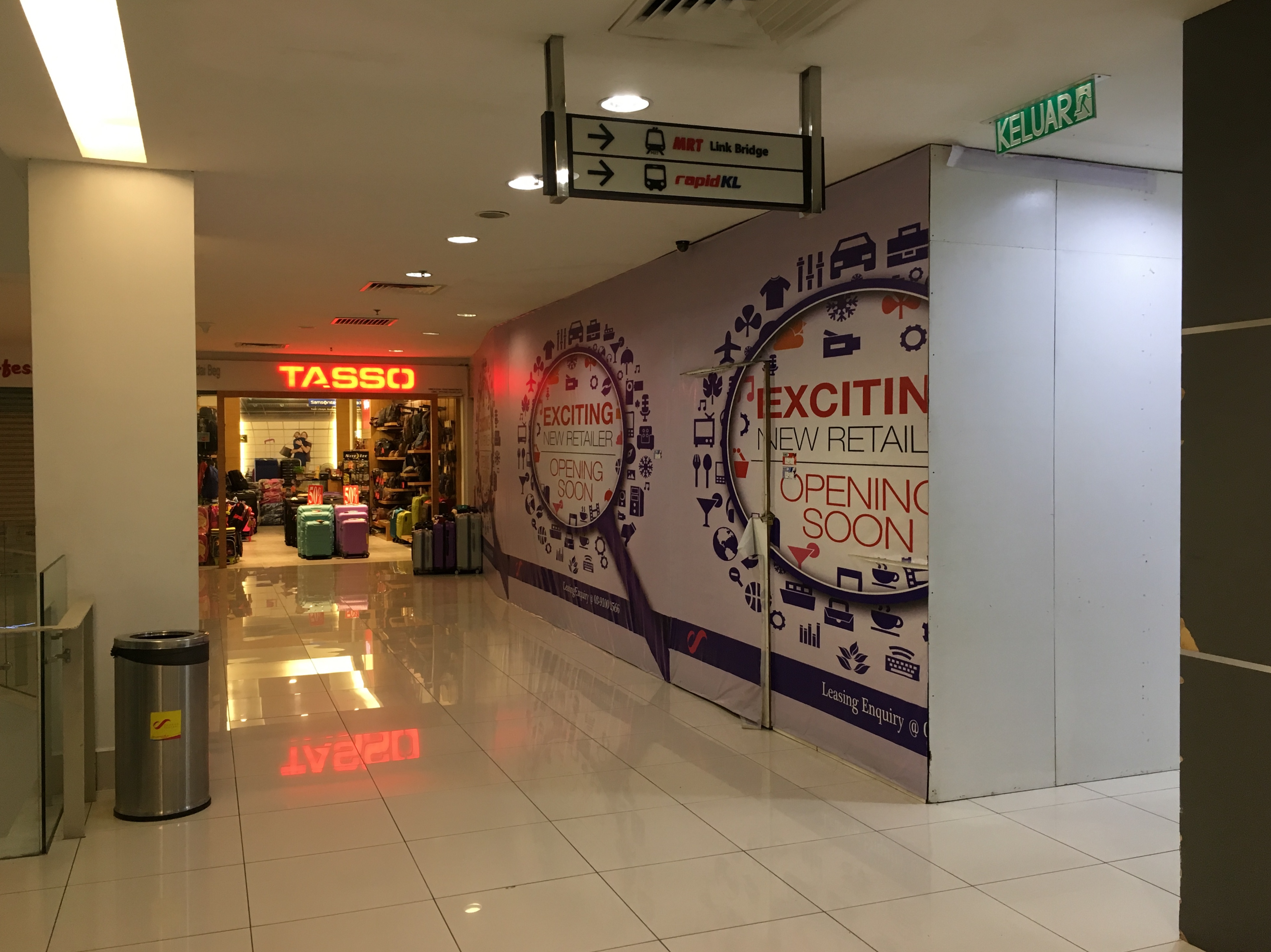
蕉賴中環廣場內前往捷運站之指示牌
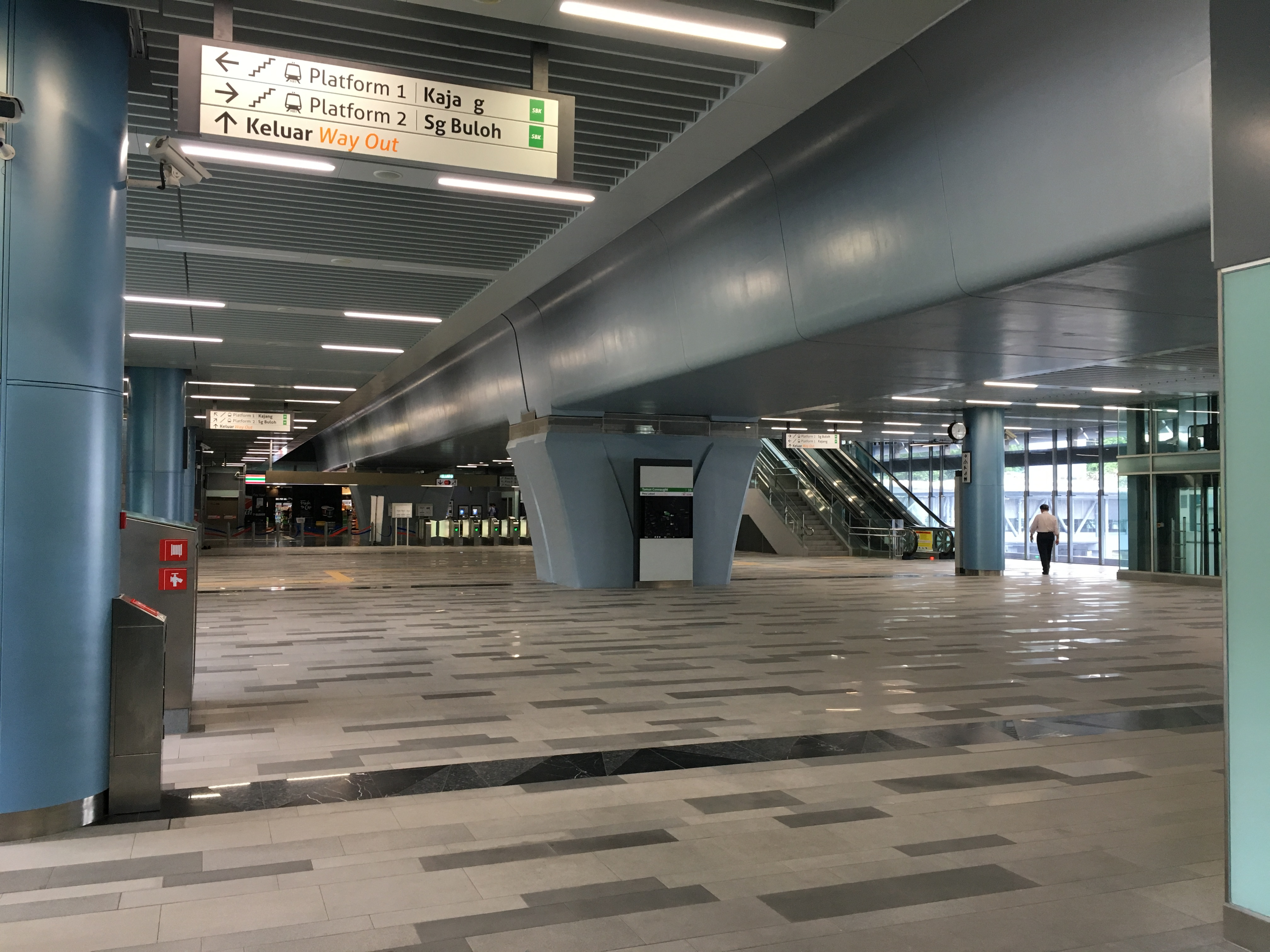
車站大廳
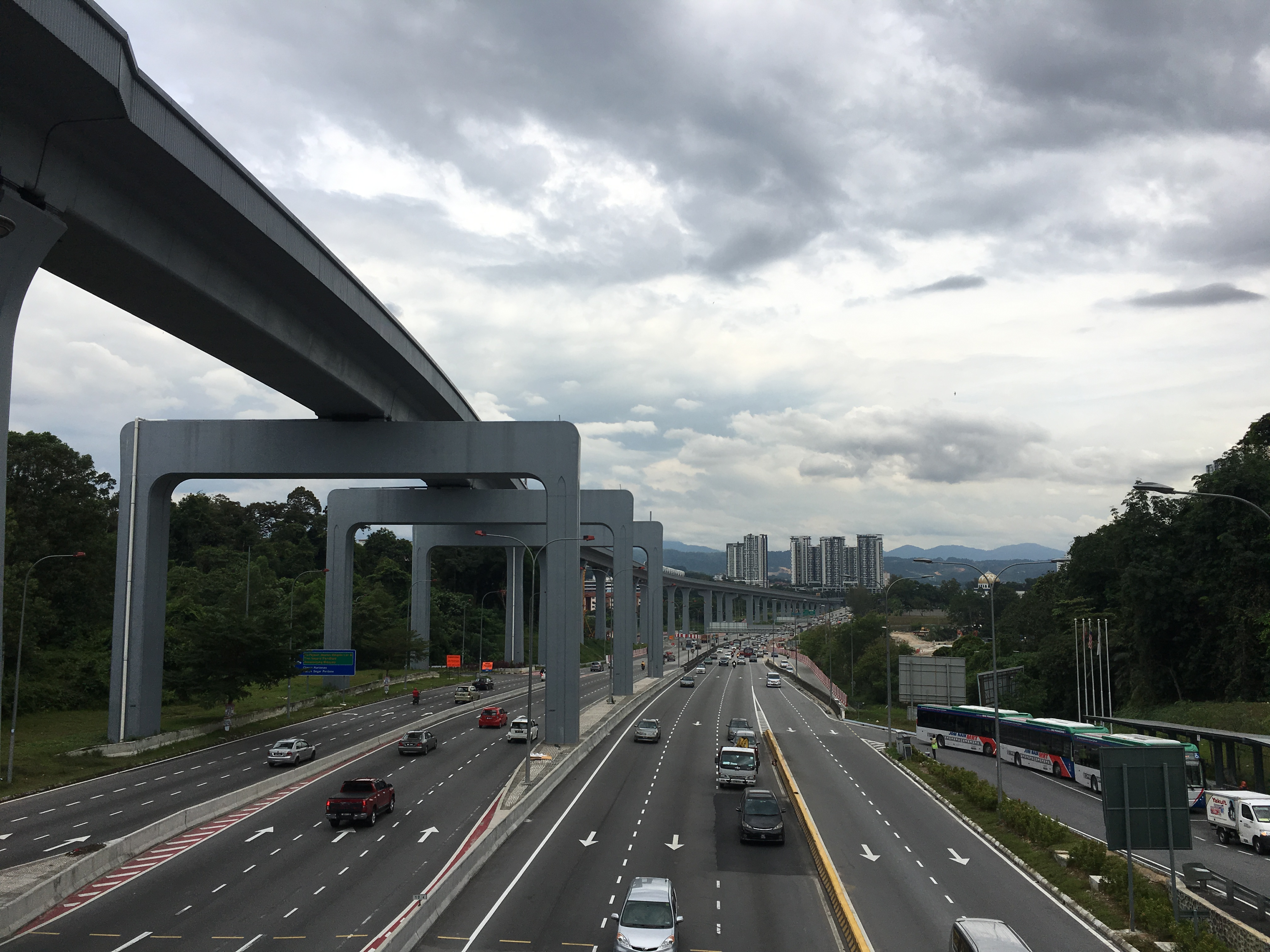
康樂花園站鄰近繁忙的蕉赖－加影大道
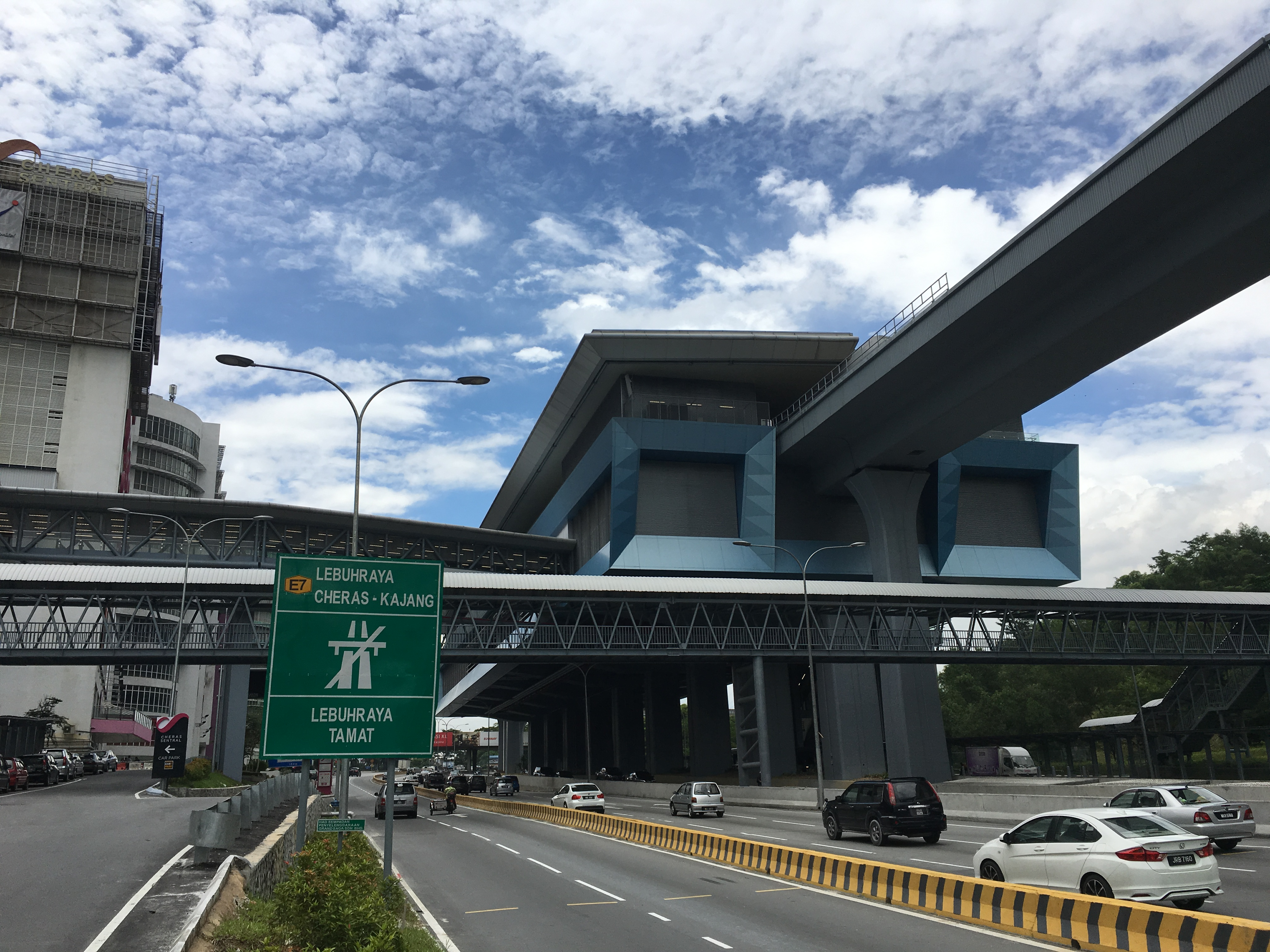
蕉赖－加影大道的起始點位於康樂花園站前

## 外部鏈接
- 快捷通巴士最新路線 （页面存档备份，存于）
- 加影線車站詳情